# Синдром гіпоплазії лівих відділів серця
Синдро́м гіпоплазі́ї лі́вих ві́дділів се́рця (СГЛВС), або Гіпоплазія лівих відділів серця (англ. Hypoplastic left heart syndrome) — клінічний синдром, який характеризується наявністю таких вроджених вад серця, як помірна або виражена гіпоплазія або атрезія мітрального клапана, лівого шлуночка, аортального клапана та різноманітного ступеня гіпоплазія висхідної аорти.
Враховуючи те, що системний викид цілком залежить від правого шлуночка через відкриту артеріальну протоку (ВАП) в аорту, смерть пацієнтів настає внаслідок закриття ВАП у перші дні або тижні життя.

## Історичні відомості
| 1952 | Гіпоплазія аорти у поєднанні з такими вродженими вадами, як вентрикулосептальний дефект, аортальний стеноз або атрезія, мітральний стеноз або атрезія вперше була описана М. Левом (M. Lev). |
| 1958 | ГЛВС вперше детально описана Дж. Нунаном (J. Noonan) та А. Надасом (A. Nadas), але лише як патологічний діагноз. |
| 1983 | Американський хірург Білл Норвуд (Bill Norwood) з Дитячого Шпиталю м. Бостон вперше опублікував результати кардіохірургічних операцій у новонароджених із СГЛВС, які надали шанс на здорове життя цим пацієнтам. В подальшому цей тип операцій став носити його ім'я.                                                                             |
| 1991 | У Великій Британії лікарі Лондонського Guy's Hospital на чолі з Д. Максвеллом (Maxwell D.) першими у світі здійснили Фетальну балонну вальвулопластику аортального клапана у 2 плодів в утробі матері з вираженим аортальним стенозом під контролем ехокардіографії. Цим самим вони відкрили перспективи лікування СГЛВС у ще ненароджених дітей. |
| 2010 | Вперше в Україні бригада лікарів Національного інституту серцево-судинної хірургії ім. М.М. Амосова, очолювана Заслуженим лікарем України, доктором медичних наук, професором Василем Лазоришинцем провела успішне оперативне втручання (перший етап лікування СГЛВС - операція Норвуд І) немовляті віком 11 днів.                                |

## Епідеміологічні дані
Поширеність СГЛВС становить від 0,016 до 0,036% від усіх живих новонароджених дітей. Тільки в США щороку народжується близько 600 дітей із СГЛВС.. Це становить від 1 до 3,8% від усіх вроджених вад серця.

## Патоморфологія
Гіпоплазія лівих відділів серця може бути різноманітною за своєю анатомічною характеристикою в залежності від недорозвинення тих чи інших морфологічних структур лівих відділів серця. Мітральний клапан може бути як стенотичним так і атрезованим. Те ж саме і з аортальним клапаном. Тому ГЛВС може бути поділена на 4 категорії в залежності від анатомічної характеристики клапанів лівих відділів серця:

— СГЛВС з аортальним та мітральним стенозом; — СГЛВС з аортальною та мітральною атрезією; — СГЛВС з аортальною атрезією та мітральним стенозом; — СГЛВС з аортальним стенозом та мітральною атрезією.

Висхідна аорта у новонароджених з атрезією аортального клапана при СГЛВС має діаметр 2,5 мм, в той час як у новонароджених із стенозом аортального клапана при СГЛВС — 4-5 мм. Висхідна аорта завжди звужена і, як правило, звужена також дуга аорти. Стінка аорти витончена.

Коронарні артерії, як правило, в нормі.

Ліве передсердя, звичайно, мале за розмірами; в нього впадають 4 легеневі вени; спостерігається ендокардіальний фіброеластоз у вигляді потовщення ендокарду білого кольору.

Праве передсердя часто розширене, з товстими стінками.

### Асоціація з іншими вродженими вадами серця
- Частковий дренаж легеневих вен
- Коарктація аорти
- Повна форма атріовентрикулярного септального дефекту
- Аномалії відходження коронарних артерій
- Додаткова ліва верхня порожниста вена
- Ендокардіальний фіброеластоз

### Асоціація з хромосомними аномаліями
- 45,X (Синдром Тернера) OMIM 163950 [Архівовано 18 листопада 2004 у Wayback Machine.]
- 47,XX/XY+13 (Синдром Патау)
- 47,XX/XY+18 (Синдром Едвардса)
- 47,XX/XY+21 (Синдром Дауна) OMIM 190685 [Архівовано 4 червня 2009 у Wayback Machine.]
- 46,XX/XYdel(22)(q11) (Синдром ДіДжорджа) OMIM 188400 [Архівовано 5 березня 2010 у Wayback Machine.]
- 46,XX/XYdel(11)q

### Асоціація з генетичними захворюваннями та синдромами
- Синдром Холта-Орама (англ. Holt-Oram syndrome) OMIM 142900 [Архівовано 27 червня 2009 у Wayback Machine.]
- Синдром Сміта-Лемлі-Опітца (англ. Smith-Lemli-Opitz Genital abnormalities) OMIM 270400
- Синдром Елліса-ван Кревельда (англ. Ellis–van Creveld syndrome) OMIM 225500 [Архівовано 17 серпня 2009 у Wayback Machine.]
- Синдром Салдіно-Нунана (англ. Saldino-Noonan Short) OMIM 263560
- Синдром Аперта (англ. Apert syndrome) OMIM 101200 [Архівовано 24 травня 2009 у Wayback Machine.]
- Синдром Беквітца (англ. Beckwith syndrome) OMIM 130650 [Архівовано 4 червня 2009 у Wayback Machine.]
- Синдром CHARGE (англ. CHARGE syndrome) OMIM 214800 [Архівовано 27 травня 2014 у Wayback Machine.]

### Асоціація з іншими вадами розвитку та захворюваннями
- Вади розвитку Центральної нервової системи
- Діафрагмальні грижі (кили)
- Некротизуючий ентероколіт

## Гемодинаміка

Гемодинаміка при синдромі гіпоплазії лівих відділів серця.

Лівий шлуночок не функціонує у пацієнтів з СГЛВС. Кров з легень легеневими венами потрапляє до лівого передсердя, далі через відкрите овальне вікно або атріосептальний дефект в праве передсердя. У рідких випадках, при наявності тотального дренажу легеневих вен кров з легеневих вен потрапляє відразу ж у праве передсердя. Кров з малого та великого кола кровообігу змішується в правому передсерді. Правий шлуночок підтримує обидва кола циркуляції (системний та легеневий одночасно) через стовбур легеневої артерії, яка дає гілки легеневих артерій (забезпечує легеневий кровотік) та відкриту артеріальну протоку (забезпечує системний кровотік). Кровотік ретроградно йде через відкриту артеріальну протоку до дуги аорти та її гілок (забезпечується кровопостачання верхньої частини тіла пацієнта), далі через висхідну аорту до коронарних артерій (забезпечення коронарного кровотоку). Кровопостачання нижньої частини тіла здійснюється антеградно через відкриту артеріальну протоку по ходу нисхідної аорти. Тому закриття відкритої артеріальної протоки спричинює зупинку системної циркуляції і смерть пацієнта.

## Пренатальна діагностика
Фетальна Ехокардіографія (Ультразвукове дослідження серця плода) — дозволяє виявити СГЛВС вже на 18-20 тижні гестації плода.
Так, наприклад, при аортальному стенозі можна навіть виявити кількість стулок аортального клапана (нормальний аортальний клапан має 3 стулки).
- Монокуспідальний клапан (1 стулка) — виявляється у 10% випадків
- Бікуспідальний клапан (2 стулки) — виявляється у 90% випадків

В Україні фетальне ехокардіографічне дослідження проводять у Науково-практичному медичному центрі дитячої кардіології та кардіохірургії МОЗ України. Напрямками цієї діяльності також займається Національний Інститут Серцево-судинної хірургії ім. М. М. Амосова АМН України та Інститут Педіатрії, Акушерства та Гінекології АМН України.

### Етична проблема діагностики в антенатальному періоді
СГЛВС може бути діагностований з великою долею вірогідності у віці плода на 13-14 тижні вагітності. Антенатальна діагностика дає інформацію батькам про тяжкість серцевої вади у майбутньої дитини та час для розуміння щодо подальших кроків. Адже в разі збереження вагітності, батьки повинні знати про високий ризик втрати дитини, навіть при спеціалізованій кардіохірургічній допомозі.

## Клінічні ознаки
При народженні малюки з СГЛВС можуть зовнішньо виглядати здоровими, поки функціонує відкрита артеріальна протока. Але вже протягом кількох годин або днів стан швидко погіршується внаслідок закриття відкритої артеріальної протоки та низької системної перфузії. У новонароджених з'являється тахіпное, тахікардія,
ціаноз помірної вираженості, кардіомегалія, пульс на периферичних судинах може не визначатися. Ціаноз іноді приймає тяжку форму, колір шкіри в цьому випадку може бути сірого кольору (як результат низької сатурації кисню в крові та низького показника серцевого викиду).

## Діагностика
На початковому етапі обстеження пацієнта проводять пульсоксиметрію та аналіз газів артеріальної крові.

### Оглядова рентгенографія органів грудної порожнини
Рентгенографія не виявляє специфічних ознак для СГЛВС. Кардіомегалія (збільшення розмірів серця) та враження легенів. Набряк легень може бути виявлений у пацієнтів з обструкцією легеневого венозного повернення.

### Електрокардіографія
Гіпертрофія та збільшення об'єму правого передсердя; гіпертрофія правого шлуночка. Також виявляється синусова тахікардія. Стандартна електрокардіографія у 12 відведеннях може дати додаткову інформацію про наявність ішемії шлуночків, що відбулася внаслідок періоду зі зниженою перфузією; або ішемію внаслідок недостатнього коронарного кровотоку, що може свідчити про обструкцію дуги аорти в ділянці, що знаходиться біля відкритої артеріальної протоки.

### Ехокардіографія
Ехокардіографія дозволяє точно встановити діагноз СГЛВС та швидко виявити такі характеристики вади:
- Місце та причину обструкції
- Морфологію аортального клапана (стеноз чи атрезія)
- Оцінку ступеня важкості обструкції
- Розмір лівого шлуночка
- Товщину лівого шлуночка
- Наявність ендокардіального фіброеластозу
- Функцію ВАП, кровотік через неї
- Скид крові з лівого до правого передсердя через Відкрите овальне вікно
- Наявність супутніх серцевих вад

## Лікування
Без лікування СГЛВС призводить до смерті пацієнта, але при наявності високоспеціалізованої кардіохірургічної допомоги можливий шанс до подальшого життя.

Якщо перинатально за допомогою ехокардіографії встановлено діагноз аортального стенозу — це, як правило, призводить до СГЛВС. У цьому випадку треба готуватися до одного з нижчеприведених хірургічних втручань у новонародженого:
- Паліативне кардіохірургічне втручання зі створенням єдиного шлуночку — проводиться у 3 етапи, застосовується найчастіше.
- Трансплантація серця — застосовується дуже рідко в зв'язку з відсутністю донорського серця.

Після народження дитини, як правило, в кардіохірургічних центрах вже чекають пацієнта. Госпіталізація відбувається негайно в палату інтенсивної терапії. Слід зауважити, що деякі пацієнти з рестриктивним міжпередсердним сполученням потребують створення сполучення між правим та лівим передсердям. Якщо це можливо, проводять Процедуру Рашкінда. Вона виконується відразу ж після народження дитини для забезпечення кровотоку з лівого до правого передсердя, але носить дуже великий ризик у цьому випадку.

### Інтенсивна терапія та передопераційне забезпечення
Існують два основних моменти, що мають бути реалізовані для успішного передопераційного ведення цих критично тяжких пацієнтів. Перший — Відкрита артеріальна протока повинна бути відкритою (відомо, що вона може закритися протягом 24—48 годин після народження дитини) для забезпечення системного кровотоку. Другий — забезпечення балансу між Системним судинним опором та Легеневим судинним опором для оптимізації кровотоку в обидва кола кровообігу.
 Для цього забезпечується постійна внутрішньовенна інфузія Простагландину Е1 (англ. Prostaglandin Е1 - PGE1).
Окрім Простагландину Е1, медикаментозну терапію при СГЛВС проводять такими лікарськими засобами: Допамін (Dopamine), Фуросемід (Lasix), Каптопріл (Capoten). Застосування оксигенотерапії в цьому випадку обмежене, тому що кисень виступає потужним вазодилататором, який збільшує легеневий кровотік, а це в свою чергу може зменшити системний кровотік. Нормальне насичення кисню в крові таких пацієнтів сягає 75-80%.

### Хірургічне лікування
Хірургічне лікування СГЛВС включає в себе 3 етапи:
- Перший етап — Операція Норвуда (англ. Norwood operation).

Виконується, як правило, у віці до 14 днів. При цьому забезпечується:

• Конструкція безперешкодного кровотоку від системного шлуночку.

• Адекватна та безперешкодна коронарна циркуляція.

• Конструкція системно-легеневого артеріального шунта для забезпечення паралельної легеневої циркуляції та безперешкодного міжпередсердного з'єднання для безперешкодного легеневого венозного повернення.

Можливе виконання Модифікованої операції Норвуда, вперше запропонованої японським кардіохірургом Шунжі Сано (Shunji Sano).

Деякі пацієнти після першого етапу хірургічного лікування можуть потребувати тимчасової підтримки функції серця за допомогою Екстракорпоральної мембранної оксигенації або Шлуночкового допоміжного пристрою.
- Другий етап — Двонаправлений кавопульмональний анастомоз (англ. Bidirectional cavopulmonary anastomosis) або Процедура гемі-Фонтен (англ. Hemi-Fontan procedure).

Виконується у віці від 2,5 до 4 місяців
- Третій (завершальний) етап — Тотальний кавопульмонарний анастомоз (англ. Total cavopulmonary connection).

Виконується у віці від 2 до 3 років (при масі пацієнта 12-15 кг).

### Прогноз

Фетальна аортальна балонна вальвулопластика. Спрощена схема виконання процедури.

Останнім часом у світі дискутуються та проводяться дослідження з хірургічного втручання на серці плода в утробі матері. Новий метод лікування дістав назву — Фетальна аортальна балонна вальвулопластика. В світовій медицині вже у 2000 році з'явилися перші повідомлення про використання нового методу лікування у 12 вагітних жінок. Лише 1 новонароджений залишився в живих. В США вперше цей метод був застосований в 2002–2003 роках у Дитячому Шпиталі м. Бостона. Так, група дослідників Гарвардського Університету та Бостонського дитячого шпиталю у 2004 році сповістила про результати Фетальної Балонної Вальвулопластики у ще ненароджених 24 дітей. 20 плодам в утробі матері на 21-29 тижні вагітності була виконана ця процедура; з них технічно вона була успішною лише в 14 випадках. В подальшому, після народження дітей, з'ясувалося, що це втручання допомогло лише 2 новонародженим із 14. Отже, проблема остається відкритою.

У зв'язку з високою смертністю немовлят із цією вродженою вадою серця, батькам ще ненародженої дитини в деяких країнах пропонують Переривання вагітності.

## Кардіохірургічні центри в Україні, що надають високоспеціалізовану допомогу пацієнтам із СГЛВС
- Національний інститут серцево-судинної хірургії ім. М. М. Амосова АМН України

## Дівіться також
Пренатальна діагностика

Фетальна аортальна балонна вальвулопластика

Транспозиція магістральних артерій